# Sự kiện tuyệt chủng Permi – Tam Điệp
Sự kiện tuyệt chủng Permi – Tam Điệp hay Permi – Trias là một sự kiện tuyệt chủng xảy ra cách đây 251,4 Ma (Mega annum, triệu năm), đánh dấu ranh giới giữa kỷ Permi và kỷ Trias. Đây là sự kiện tuyệt chủng nghiêm trọng nhất trong lịch sử Trái Đất, làm cho 96% các loài sinh vật biển và 70% các loài động vật có xương sống trên đất liền tuyệt chủng. Đây là sự kiện duy nhất làm tuyệt chủng phần lớn các loài côn trùng, làm mất đi khoảng 57% các họ và 83% các chi côn trùng. Do phần lớn sự đa dạng sinh học bị mất đi, sự hồi phục sinh học trên Trái Đất diễn ra lâu hơn các sự kiện tuyệt chủng sau đó.
Có bằng chứng của một đến ba xung hoặc pha riêng biệt của sự tuyệt chủng. Các nguyên nhân tiềm ẩn gây ra những xung tuyệt chủng đó bao gồm một hoặc nhiều sự kiện va chạm thiên thạch, núi lửa phun trào (chẳng hạn như ở Siberia), và biến đổi khí hậu do lượng lớn khí mê-tan bị thải ra.
Tốc độ phục hồi sau sự kiện tuyệt chủng còn bị bàn cãi. Một số nhà khoa học ước tính phải mất 10 triệu năm để Trái Đất hồi phục thực sự (cho đến Tam Điệp giữa), do mức độ nghiêm trọng của nó lẫn các điều kiện khắc nghiệt tái xuất định kỳ trong vòng 5 triệu năm sau đó. Tuy nhiên, các nghiên cứu ở hạt Bear Lake, gần Paris, Idaho nhận thấy sự phục hồi tương đối nhanh của một hệ sinh thái biển địa phương thuộc tầng Tam Điệp sớm, chỉ mất tầm 2 triệu năm. Điều này chỉ ra rằng, tác động của sự kiện tuyệt chủng ở mỗi nơi một khác.

## Thời gian tuyệt chủng
Mãi cho đến năm 2000, người ta vẫn nghĩ rằng các tầng đá tại ranh giới Permi-Trias còn quá ít ỏi và quá nhiều gián đoạn để các nhà khoa học có thể xác định các chi tiết đáng tin cậy về ranh giới này. Định tuổi Urani-Chì của các mẫu zircon từ các tầng đá này ở nhiều nơi tại miền nam Trung Quốc định tuổi của sự kiện tuyệt chủng vào khoảng 25228±008 Ma; sớm hơn so với những nghiên cứu về các tầng đá gần trấn Môi Sơn ở huyện Trường Hưng, tỉnh Chiết Giang, Trung Quốc ở đây có tuổi 2514±03 Ma, với tốc độ tuyệt chủng cao xảy ra liên tục trong thời gian sau đó. Một lượng lớn (khoảng 0,9%), tỉ lệ đồng vị bền 13
C của 12
C sụt giảm đột ngột trên toàn cầu trùng với sự kiện tuyệt chủng này, và đôi khi được dùng để xác định ranh giới Pecmi-Trias trong các lớp đá không thể dùng phương pháp đồng vị phóng xạ để nhận dạng. Dấu hiện khác về sự thay đổi môi trường xung quanh ranh giới P–Tr với sự gia tăng nhiệt độ 8 °C (14 °F), và tăng hàm lượng CO
2 lên 2000 ppm (trong khi đó, nồng độ CO2 ngay trước thời kỳ cách mạng công nghiệp là 280 ppm.) Cũng có dấu hiệu gia tăng bức xạ cực tím lên Trái Đất gây hiện tượng đột biến các bào tử thực vật.
Các nghiên cứu chỉ ra rằng ranh giới P-Tr liên quan đến sự gia tăng rõ nét về nấm ở biển và đất liền gây ra sự gia tăng mạnh xác thực vật và động vật ăn nấm. Một thời gian dài "sự gia tăng nấm đột ngột" này đã được các nhà cổ sinh vật học sử dụng để xác định ranh giới P-Tr trong các đá không thể định tuổi bằng phương pháp tuổi tuyệt đối hoặc không đủ dữ liệu hoá thạch, nhưng ngay cả những người đề xuất của các giả thuyết sự gia tăng nấm đột ngột chỉ ra rằng "sự gia tăng nấm đột ngột" có thể chỉ là một hiện tượng lặp đi lặp lại tạo ra bởi hệ sinh thái hậu tuyệt chủng trong thời kỳ Trias sớm nhất. Ý tưởng về sự gia tăng nấm đột ngột đã bị chỉ trích vì thiếu cơ sở ví dụ như: Reduviasporonites, được cho là một loại bào tử nấm phổ biến, thực tế là một loại tảo hoá thạch; sự gia tăng đột ngột không xuất hiện phổ biến toàn cầu; và ở nhiều nơi nó không rơi vào ranh giới P-Tr. Loại tảo, mà trước đó bị nhận dạng sai là bào tử nấm, thậm chí có thể đại diện cho một chuyển tiếp sang thế giới mà hồ ngự trị trong kỷ Trias chứ không phải một vùng chết chóc và thối rữa đầu kỷ Trias trong một số lớp đá móng hóa thạch đất liền. Chứng cứ hóa học mới hơn phù hợp tốt hơn với nguồn gốc nấm của Reduviasporonites, giảm nhẹ các phê phán này.
Tồn tại sự không chắc chắn liên quan tới khoảng thời gian diễn ra tổng thể của tuyệt chủng cũng như về thời điểm và khoảng thời gian diễn ra các tuyệt chủng của các nhóm khác nhau trong phạm vi của quá trình tổng thể lớn hơn này. Một vài chứng cứ gợi ý rằng khi đó đã có nhiều xung tuyệt chủng hoặc cho rằng tuyệt chủng đã trải dài qua một vài triệu năm, với đỉnh rõ nét trong triệu năm cuối cùng của kỷ Permi. Các phân tích thống kê của một số địa tầng chứa nhiều hóa thạch ở Môi Sơn, tỉnh Chiết Giang ở miền nam Trung Quốc, gợi ý rằng tuyệt chủng chính đã tụm lại xung quanh một đỉnh. Nghiên cứu gần đây cho thấy các nhóm khác nhau đã tuyệt chủng vào các thời điểm khác nhau; ví như trong khi rất khó để xác định tuổi chính xác, sự tuyệt chủng của Ostracoda và Brachiopoda diễn ra cách nhau khoảng 670 đến 1.170 ngàn năm. Trong một chuỗi liên tục được bảo tồn tốt ở đông Greenland, sự sụt giảm các loài động vật tập trung trong một thời kỳ khoảng 10 đến 60 thousand years, với thực vật thì mất nhiều hơn hàng trăm ngàn năm để thể hiện sự ảnh hưởng toàn bộ của sự kiện tuyệt chủng này.
Một học thuyết cũ hơn, vẫn được một số bài báo gần đây hỗ trợ, cho rằng đã có 2 xung tuyệt chủng lớn cách nhau khoảng 9,4 triệu năm, chia tách bởi một thời kỳ của các tuyệt chủng cao hơn nhiều so với mức nền, và sự kiện tuyệt chủng cuối cùng đã giết chết khoảng 80% các loài sinh vật biển sinh sống vào thời gian đó trong khi các mất mát khác đã xảy ra trong xung thứ nhát hoặc trong thời kỳ giữa hai xung. Theo thuyết này một trong hai xung đã diễn ra vào cuối thế Guadalupe của kỷ Permi.
Chẳng hạn, gần như tất cả (ngoại trừ một trong số các chi Dinocephalia còn sinh tồn) đã bị tiêu diệt vào cuối thế Guadalupe, cũng giống như Verbeekinidae, một họ trùng lỗ thuộc bộ Fusulinida.
Ảnh hưởng của tuyệt chủng cuối thế Guadalupe lên các sinh vật biển dường như là có thay đổi tùy theo địa điểm và tùy theo các nhóm phân loại học — động vật tay cuộn (Brachiopoda) và san hô đã chịu những tổn thất nặng nề.

## Kiểu mẫu tuyệt chủng
| Tuyệt chủng ở biển   | Đơn vị phân loài tuyệt chủng | Ghi chú                                                                    |
| Arthropoda           |                              |                                                                            |
| Bộ Bò cạp biển       | 100%                         | Có thể đã tuyệt chủng trước ranh giới P–Tr                                 |
| Ostracod             | 59%                          |                                                                            |
| Bọ ba thùy           | 100%                         | Sụt giảm kể từ kỷ Devon; chỉ còn 2 đơn vị phân loài sống sót trước sự kiện |
| Brachiopoda          |                              |                                                                            |
| Ngành Tay cuộn       | 96%                          | orthida và productid chết dần                                              |
| Bryozoa              |                              |                                                                            |
| Động vật hình rêu    | 79%                          | Fenestrate, trepostome, và cryptostome biến mất                            |
| Chordata             |                              |                                                                            |
| Lớp Cá mập gai       | 100%                         | Sụt giảm kể từ kỷ Devon, chỉ còn 1 họ sống sót                             |
| Cnidaria             |                              |                                                                            |
| Lớp San hô           | 96%                          | San hô vách đáy và san hô bốn tía chết dần                                 |
| Echinodermata        |                              |                                                                            |
| Blastoid             | 100%                         | Có thể đã tuyệt chủng trước ranh giới P–Tr                                 |
| Huệ biển             | 98%                          | Inadunate và camerate biến mất                                             |
| Mollusca             |                              |                                                                            |
| Phân lớp Cúc đá      | 97%                          | Goniatite biến mất                                                         |
| Thân mềm hai mảnh vỏ | 59%                          |                                                                            |
| Lớp Chân bụng        | 98%                          |                                                                            |
| Retaria              |                              |                                                                            |
| Trùng lỗ             | 97%                          | Fusulinid biến mất, nhưng gần như tuyệt chủng trước thảm họa               |
| Trùng tia            | 99%                          |                                                                            |

### Sinh vật biển
Động vật không xương sống dưới biển chịu tổn thất lớn nhất trong sự kiện tuyệt chủng P–Tr. Bằng chứng về điều này đã được tìm thấy trong các mẫu vật thuộc phần phía nam Trung Quốc tại ranh giới P–Tr. Tại đây, 286 trong số 329 chi động vật không xương sống biển đã biến mất trong hai vùng trầm tích cuối cùng có chứa các loài conodont (động vật răng nón) từ kỷ Permian. Sự suy giảm đa dạng có lẽ là do sự gia tăng mạnh của các xung tuyệt chủng hơn là do sự suy yếu của phát sinh chủng loài.
Sự kiện tuyệt chủng này chủ yếu ảnh hưởng đến các sinh vật có bộ xương calci cacbonat, đặc biệt là những sinh vật phụ thuộc vào mức CO2 ổn định để tạo ra bộ xương của chúng. Những sinh vật này dễ bị ảnh hưởng bởi quá trình axit hóa đại dương do nồng độ CO2 tăng lên trong khí quyển.
Trong số các sinh vật đáy, sự kiện tuyệt chủng khiến tỷ lệ tuyệt chủng nền tăng mạnh, và do đó gây ra sự mất mát tối đa cho các loài có tỷ lệ tuyệt chủng nền cao (theo hàm ý, phân loại có tính năng động địa lí cao). Tốc độ tuyệt chủng của các sinh vật biển đạt ngưỡng thảm khốc.
Các nhóm động vật không xương sống còn sót lại bao gồm ngành Tay cuộn (brachiopod), đã trải qua sự suy giảm số lượng châm kể từ sự kiện tuyệt chủng P-Tr; bộ Ceratitida của phân lớp Cúc đá; và huệ biển (crinoid), gần như bị tuyệt chủng nhưng sau đó đa dạng hóa và phong phú hóa.
Các nhóm có tỷ lệ sống sót cao nhất thường có hệ tuần hoàn tiên tiến, cơ chế trao đổi khí phức tạp hơn và có sự vôi hóa nhẹ; các sinh vật bị vôi hóa nặng hơn với các cơ quan tuần hoàn đơn giản hơn chịu sự mất mát đa dạng loài lớn nhất. In the case of the brachiopods, at least, surviving taxa were generally small, rare members of a formerly diverse community.
Các loài cúc đá, bị sụt giảm số lượng trong thời gian dài 30 triệu năm kể từ tầng Road (Permi giữa), hứng chịu xung tuyệt chủng chọn lọc 10 triệu năm trước sự kiện chính, vào cuối giai đoạn Capitan. Trong sự tuyệt chủng sơ bộ này, làm giảm đáng kể phạm vi của các tập đoàn sinh thái khác nhau, các yếu tố môi trường rõ ràng chịu trách nhiệm cho sự chuyển biến này. Sự đa dạng và chênh lệch sinh thái đã giảm hơn nữa cho đến ranh giới P-Tr; sự tuyệt chủng ở đây (P-Tr) là không chọn lọc, khởi xướng cho thảm khốc. Trong kỷ Tam Điệp, sự đa dạng loài tăng nhanh, nhưng sự chênh lệch sinh thái vẫn còn thấp.

### Động vật không xương sống trên cạn
Kỷ Permi sở hữu sự đa dạng lớn về côn trùng và các loài động vật không xương sống khác, bao gồm cả những loài côn trùng lớn nhất từng tồn tại. Cuối kỷ Permi là lần tuyệt chủng lớn nhất được biết đến của côn trùng; theo một số nguồn, đây là sự kiện tuyệt chủng duy nhất ảnh hưởng đáng kể đến côn trùng. Tám hoặc chín bộ côn trùng đã tuyệt chủng và mười bộ nữa bị giảm đa dạng. Palaeodictyopteroid (côn trùng có mút miệng) bắt đầu suy giảm trong thời kỳ giữa Permi; những đợt tuyệt chủng này nối liền với sự thay đổi trong hệ thực vật. Sự suy giảm lớn nhất xảy ra ở kỷ Permi muộn và có lẽ không trực tiếp gây ra bởi sự biến đổi về thời tiết.

### Thực vật trên cạn

#### Phản ứng của hệ sinh thái thực vật
Hồ sơ địa chất của thực vật trên cạn rất nghèo nàn và chủ yếu dựa trên các nghiên cứu về phấn hoa và bào tử. Thực vật tương đối không bị ảnh hưởng bởi sự tuyệt chủng ở cấp họ. Ngay cả sự giảm giảm sút đa dạng loài (50%) có thể chủ yếu là do các quá trình mồ học. Tuy nhiên, một sự tái thiết lập sinh thái đã xảy ra, trong đó, sự phong phú và vùng phân bố thực vật bị thay đổi sâu sắc và tất cả các khu rừng hầu như biến mất; hệ thực vật đại Cổ Sinh suýt soát qua khỏi sự tuyệt chủng này.
Ở ranh giới P-Tr, các nhóm thực vật chiếm ưu thế bị thay đổi. Nhiều nhóm thực vật trên cạn suy giảm đột ngột, như chi Cordaite (thực vật hạt trần) và Glossopteris (dương xỉ hạt). Các chi thực vật chiếm ưu thế bị thay thế sau ranh giới bởi ngành Thạch tùng, các loài Thạch tùng còn tồn tại là loài tái chiếm những khu vực bị xáo trộn.
Các nghiên cứu về bụi hoặc phấn hoa từ Đông Greenland ở các tầng đá trầm tích có niên đại vào tuyệt chủng cho thấy rừng cây hạt trần mọc rất dày đặc trước sự kiện này. Cùng với lúc các loài động vật lớn không xương sống dưới biển bị suy giảm, những khu rừng rộng lớn này cũng đang chết và theo sau đó là sự gia tăng đa dạng của các loại cây thân thảo nhỏ hơn bao gồm ngành Thạch tùng, cả chi Quyển bá và chi Thủy phỉ. Sau này, các nhóm thực vật hạt trần khác lại lấy lại được ưu thế nhưng lại phải chịu nhiều sự tuyệt chủng liên tiếp. Sự biến động thực vật theo chu kỳ này đã xảy ra một vài lần trong suốt thời kỳ tuyệt chủng và tiếp sau đó. Những chuyển biến của hệ thực vật chiếm ưu thế giữa các loài cây thân gỗ và thân thảo cho thấy căng thẳng môi trường theo thời gian dẫn đến mất mát của các loài thực vật rừng lớn. Sự tiếp thế và tuyệt chủng của các cộng đồng thực vật không trùng khớp với sự thay đổi của giá trị δ13C, nhưng xảy ra nhiều năm sau đó. Sự phục hồi của rừng thực vật mất từ khoảng 4–5 triệu năm.

#### Kẽ hở than (Coal gap)
Không có mỏ than nào được biết đến từ kỉ Trias Sớm, và những cái có niên đại Trias Trung mỏng và không đáng kể. "Kẽ hở than" này đã được giải thích bằng nhiều cách. Có ý kiến cho rằng các loại nấm, côn trùng và động vật có xương sống mới, hung dữ hơn đã tiến hóa và giết chết rất nhiều loài cây. Bản thân các loài phân hủy này cũng chịu tổn thất nặng nề trong thời kỳ tuyệt chủng và không được coi là nguyên nhân gây ra kẽ hở than. Có thể chỉ đơn giản là tất cả các loài thực vật đã bị tuyệt chủng, và phải mất 10 triệu năm để một bộ thực vật mới thích nghi với điều kiện ẩm ướt và axit than bùn. Các yếu tố phi sinh học (các yếu tố không do sinh vật gây ra), chẳng hạn như lượng mưa giảm hoặc trầm tích đá vụn tăng, cũng có thể là nguyên nhân chính.